# Rathaus (Leipheim)

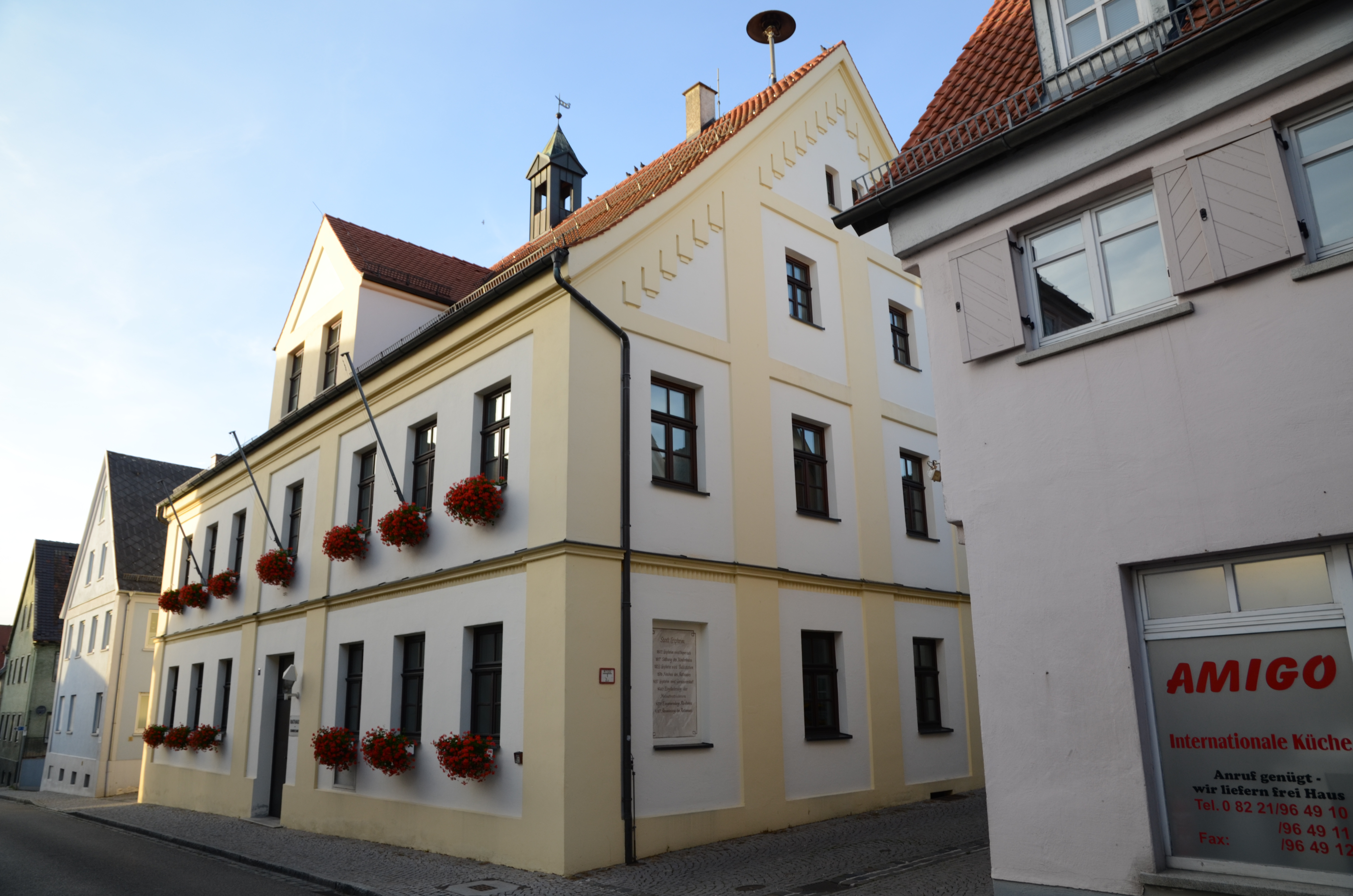
Rathaus in Leipheim

Das Rathaus in Leipheim, einer Stadt im schwäbischen Landkreis Günzburg in Bayern, wurde um 1860 errichtet. Das Rathaus an der Marktstraße 5 ist ein geschütztes Baudenkmal.
Der Satteldachbau wurde an der Stelle eines Vorgängerbaus errichtet. Das zweigeschossige Gebäude mit Lisenengliederung besitzt am Ortgang ein Treppenfries. Im Giebelreiter hängt eine Glocke. Bei der umfassenden Renovierung im Jahr 1985 wurde das Dachgeschoss ausgebaut.